# Schlößchen am Inn
Das Schlößchen am Inn, auch Weißes Haus am Inn oder Heise-Schlößchen genannt, bezeichnet ein villaartiges Gebäude am linken Innufer in der Vornbacher Enge unweit der Städte Schärding und Passau. Es lag unterhalb des benachbarten Schlosses Neuburg am Inn und gegenüber der österreichischen Burg Wernstein.  

## Geschichte
Das Anwesen wurde in den frühen dreißiger Jahren des 20. Jahrhunderts an der Stelle eines alten Getreidespeichers erbaut. Einer der Besitzer des Anwesens war die Familie von Nolcken. 1939 erwarben der Berliner Antiquar, Verleger und Kunsthändler Rolf Heise und die Brauerstochter Erika Simon aus Bitburg die Immobilie gemeinsam mit großem Grundbesitz in der Vornbacher Leithen. Rolf Heise war ein Vertrauter des Hauses Hannover und einige Jahre als Direktor diverser herzoglicher Schlossbibliotheken angestellt. Der Vater Rolf Heises, Georg Heise, war königlich preußischer Kommerzienrat und Generaldirektor der Hannoverschen Gummiwerke Excelsior. 
Das „Heise-Haus“ entwickelte sich in den folgenden Jahren zu einem kulturellen und gesellschaftlichen Zentrum der Region. Berühmte Persönlichkeiten wie Gustav Fröhlich, Hilde Weißner oder Karl John schätzten das Schlößchen und ihre Besitzer.
In einem Nebengebäude des Schlößchens arbeiteten nach dem Zweiten Weltkrieg eine Gruppe von Künstlern, deren Erzeugnisse in der Region verkauft wurden.
Im Zuge des Kraftwerksbaus am Inn in den 1960er Jahren wurde das Heise-Haus ein Opfer der Fluten und abgetragen. Die Passauer Neue Presse veröffentlichte dazu einen Artikel.

## Trivia
In unmittelbarer Nähe des Schlößchens befand sich bis 1961 der Anleger der Seilfähre ins österreichische Wernstein. Die einzige Überlebende des Fährunglücks am 24. August 1961 war Karoline Ortner, eine Angestellte der Familie Heise.

## Artikel „Passauer Neue Presse“

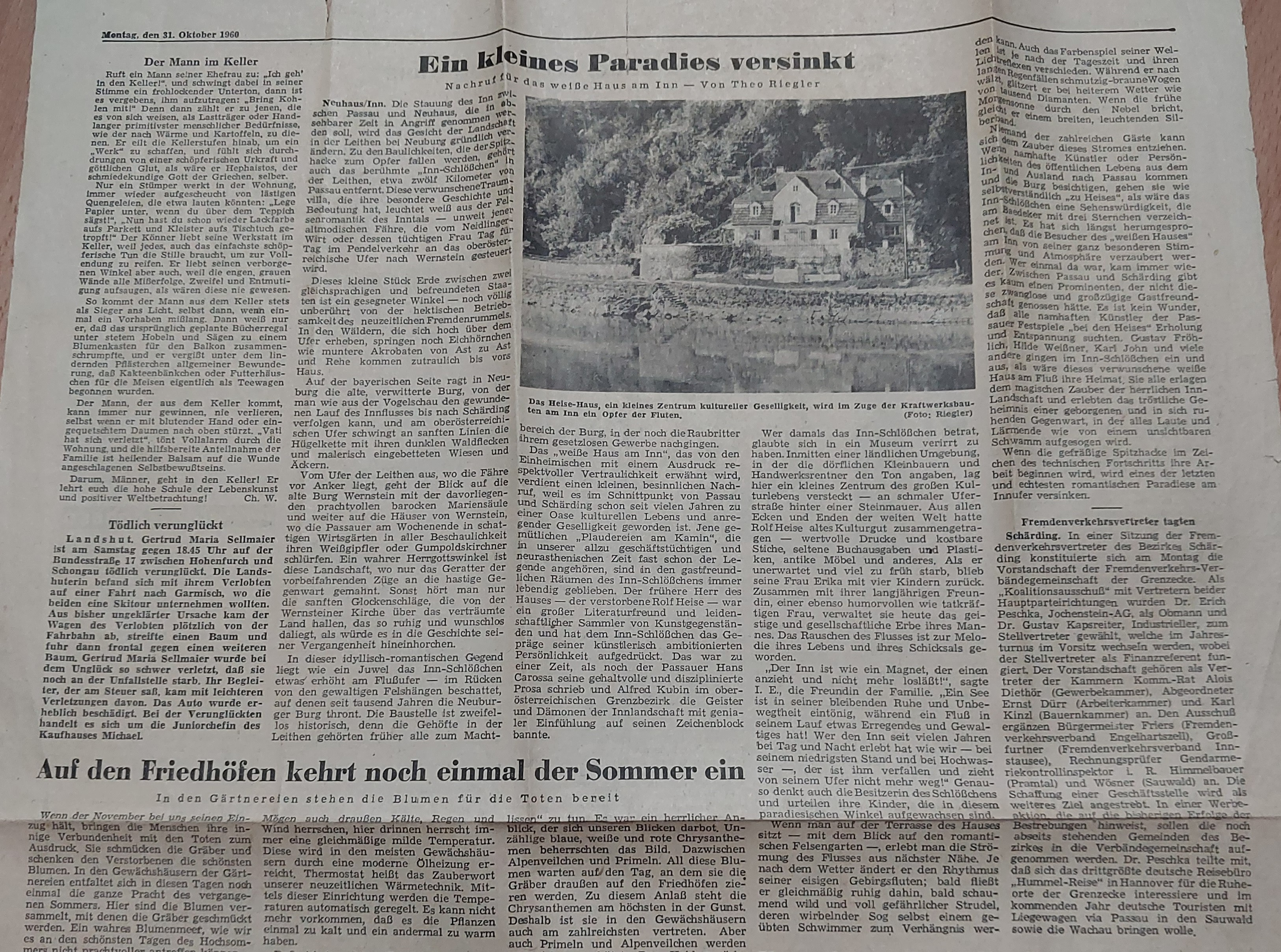
Artikel von Theo Riegler (Passauer Neue Presse, 1960)